# ウェスト・グラモーガン統監
ウェスト・グラモーガン統監（ウェスト・グラモーガンとうかん、英語: Lord Lieutenant of West Glamorgan）は、イギリスの官職。統監の1つで、ウェスト・グラモーガンを担当する。1972年地方行政法でイングランドおよびウェールズの地方自治体再編が行われ、同法第218(1)条によりグレーター・ロンドンおよび各都市・非都市カウンティに統監が1人ずつ任命されることとなった。同法でウェスト・グラモーガンが設立されたため、1974年の同法施行とともにウェスト・グラモーガン統監が任命された。

## 一覧
- 1974年4月1日 – 1985年：サー・ケネス・トラハーン（英語版）[3]
  - グラモーガン統監（英語版）より続投[2]
- 1985年12月16日 – 1987年：ジェームズ・ヴォーン・ウィリアムズ[3]
- 1987年12月11日 – 1994年9月8日：第2代準男爵サー・マイケル・ルウェリン[3]
- 1995年4月10日 – 2008年5月24日：ロバート・キャメロン・ヘイスティ（英語版）[3][4]
- 2008年6月24日 – 2020年2月14日：デイヴィッド・バイロン・ルイス[5][6]
- 2020年2月14日 – ：ルイス・フリート[6]